# Gyilkosok gyöngye
A Gyilkosok gyöngye (eredeti cím: King of Killers) 2023-ban bemutatott kanadai–amerikai akció-kalandfilm, amelyet elsőfilmes rendezőként Kevin Grevioux írt és rendezett. A főbb szerepekben Alain Moussi, Marie Avgeropoulos, Georges St-Pierre, Stephen Dorff és Frank Grillo látható. A film Grevioux azonos című képregényén alapul.
Az Amerikai Egyesült Államokban 2023. szeptember 1-jén mutatták be a mozikban.

## Cselekmény
A történet középpontjában Marcus Garan bérgyilkos, akinek élete a feje tetejére áll. Először egy eltévedt golyó megöli a feleségét, aki váratlanul megjelenik az egyik küldetése során. Később pedig megtudja, hogy a lánya halálos szívbetegségben szenved. Gyógyítható, de a beavatkozás költséges. Marcus számára az egyetlen megoldás, ha elfogad egy újabb megbízást, miszerint le kell vadásznia az örökké rejtőzködő Jorg Drakost. Ennek vérdíja 10 millió dollár.
A találkozóra érve Marcus megtudja, más bérgyilkosok is versengenek Jorg életéért. Ugyanakkor Jorg az, aki mindent megrendezett. Most a csapatnak le kell vadásznia a világ leghíresebb bérgyilkosát, különben meghalnak. Ráadásul Jorg nem fogja megkönnyíteni a csapat dolgát, mert az épület, ahol Jorgra kell vadászniuk, számos csapdával van felszerelve.

## Szereplők
| Szerep                       | Színész            | Magyar hang          |
| ---------------------------- | ------------------ | -------------------- |
| Marcus Garan                 | Alain Moussi       | Varga Gábor          |
| Jorg Drakos                  | Frank Grillo       | Stohl András         |
| Robert Xane                  | Stephen Dorff      | Seder Gábor          |
| Roman Korza                  | Gianni Capaldi     | Majorfalvi Bálint    |
| Asha Khanna                  | Marie Avgeropoulos | Sipos Eszter Anna    |
| Dyson Chord                  | Kevin Grevioux     | Barabás Kiss Zoltán  |
| Ren Hiro                     | Shannon Kook       | Czető Roland         |
| Andre LeCroix                | Georges St-Pierre  | Csík Csaba Krisztián |
| Rick Nigel                   | Ryan Tarran        | Epres Attila         |
| Karla Garan, Marcus felesége | Amy Groening       | Nemes Takách Kata    |
| Kimberly Garan, Marcus lánya | Zoe Worn           | Schmidt Karolina     |

### Magyar változat
- Magyar szöveg: Szojka László
- Hangmérnök: Levacsics Péter
- Vágó: Kránicz Bence
- Gyártásvezető: Újréti Zsuzsa
- Szinkronrendező: Pupos Tímea
- Produkciós vezető: Dallos Miklós

A szinkront az Iyuno Hungary készítette el.

## A film készítése
2022 februárjában jelentették be, hogy Frank Grillo szerepet kapott a filmben.  2022 szeptemberében közölték, hogy a film utómunkálatai folyamatban vannak.

## Bemutató
A filmet 2023. szeptember 1-jén mutatták be a mozikban és Video on Demand szolgáltatáson keresztül. Ezt követően 2023. október 31-én DVD és Blu-Ray kiadásban is megjelent.

## Fogadtatás
A Rotten Tomatoes weboldalon 19%-os értékelést kapott 16 kritika alapján. Alan Ng a Film Threat munkatársa 10-ből 7 pontot adott a filmre. Julian Roman a MovieWeb-től 5-ből 2,5-re osztályozta.
Alex Maidy a JoBlo.com- tól negatív kritikával illette a filmet, és a következőket írta: „Nem vártam Oscar-kaliberű színészi játékot, de legalább néhány kompetens akciójelenetet reméltem. Sajnos, a Gyilkosok gyöngye minden tekintetben csalódást okozott.”

## Televíziós előzmény
2022 szeptemberében a The Hollywood Reporter bejelentette, hogy egy televíziós sorozat is készül, amely ugyanabban az univerzumban, de a film eseményei előtt játszódik.